# Ernest de Stackelberg
Le comte Ernest de Stackelberg (en allemand : Ernst Johann von Stackelberg, en russe : Эрнест Густавович фон Штакельберг), né à Vienne (Autriche) le 2 avril (21 mars) 1813 et mort le 12 mai (30 avril) 1870 à Paris, est un haut-officier et diplomate de l'Empire russe, d'origine germano-balte.

## Biographie
Ernest de Stackelberg descend d'une illustre famille livonienne, les Stackelberg, dont les membres sont au service de la couronne impériale russe, et d'autres branches, du royaume de Suède. Il est le fils de Gustave-Ernest de Stackelberg (1766-1850) qui fut ambassadeur et diplomate entre autres dans le royaume de Sardaigne, auprès de la république batave, à la cour de Berlin, à Vienne et au congrès de Vienne et à Paris sous Louis-Philippe, et de son épouse née Caroline-Wilhelmine von Lüdolf, fille de l'ambassadeur de Russie à Londres.
Il reçoit sa première éducation par des précepteurs à demeure, surtout à l'étranger où son père est en mission. Sa sœur cadette, Éléonore, épouse le baron Théodore Decazes , diplomate. Il entre en 1832 dans la carrière des armes, d'abord en tant que feuerwerker (canonnier) au régiment de la garde impériale des artilleurs à cheval, puis l'année suivante en tant que junker. Il est sous-officier en 1834.
Stackelberg est envoyé en 1836 combattre dans le Caucase. Il prend part à plusieurs batailles, dont la campagne du Kouban sous les ordres du général Veliaminov en 1836 et celle de Tchétchénie en 1837. Il est nommé sous-lieutenant et ensuite appelé comme aide-de-camp du ministre de la Guerre, le prince Tchernychev. Il est nommé lieutenant à vingt-sept ans en 1840 et envoyé encore au Caucase, sous le ordres du général Galafaïev. Il combat à la bataille de la Valérik, en juillet, contre les Tchétchènes de Chamil. Plus tard il est sous les ordres du général von Sass dont les unités combattent sur le flanc droit du front du Caucase et mettent les Tchétchènes en fuite dans la région du Kouban. Il est alors promu au rang de capitaine d'état-major et reçoit l'Ordre de Saint-Vladimir de 4e classe.
Le comte de Stackelberg est donc aide-de-camp à l'état-major et devient colonel en 1843, mais il démissionne trois ans plus tard pour raison de santé. Il est cependant rappelé en 1848 et envoyé en mission diplomatique à Paris, où son père finit ses jours, puis prend du service au ministère de la Guerre. Il est encore envoyé en mission en 1852, cette fois-ci auprès de la cour de Vienne et il est élevé au grade de major-général. L'année suivante il est appelé à la Suite de Sa Majesté Impériale.
Le général-comte de Stackelberg est nommé en 1856 envoyé extraordinaire et ministre plénipotentiaire auprès de la cour du roi de Sardaigne. Il y demeure pendant cinq ans. Il est nommé général aide-de-camp de S.M.I en 1860. L'année suivante, il est ministre plénipotentiaire et envoyé extraordinaire à Madrid, puis en Italie fin 1862. Un an plus tard, il retourne à Vienne en tant que ministre plénipotentiaire et quatre ans plus tard, le comte est nommé ambassadeur extraordinaire à Paris représenter le gouvernement d'Alexandre II auprès de celui de Napoléon III en remplacement d'Andreas Fedorovich von Budberg-Bönninghausen. Il y meurt le 12 mai 1870, comme son père qui y mourut vingt ans plus tôt.